# NGC 4819
NGC 4819 ist eine 13,2 mag helle Balken-Spiralgalaxie mit aktivem Galaxienkern vom Hubble-Typ SBa im Sternbild Haar der Berenike am Nordsternhimmel. Sie ist schätzungsweise 289 Millionen Lichtjahre von der Milchstraße entfernt und hat einen Durchmesser von etwa 105.000 Lichtjahren. Gemeinsam mit NGC 4821 bildet sie das Galaxienpaar Holm 490 und gilt als Mitglied des Coma-Galaxienhaufens Abell 1656.

Im selben Himmelsareal befinden sich u. a. die Galaxien NGC 4827, IC 835, IC 3900, IC 3913.
Das Objekt wurde am 6. April 1785 von Wilhelm Herschel mit einem 18,7–Zoll–Spiegelteleskop entdeckt, der sie dabei mit „F, pL, irregular figure“ beschrieb.